# مامادو ساماسا
مامادو ساماسا (بالفرنسية: Mamadou Samassa)‏ (مواليد 1 مايو 1986 في مونتفيرميل - فرنسا) لاعب كرة قدم مالي يلعب حاليا لصالح نادي الدرجة الأولى فالينسيان الفرنسي منذ 2009 في مركز المهاجم.

## روابط خارجية
- مامادو ساماسا على موقع رابطة كرة القدم الفرنسية للمحترفين (الإنجليزية)
- مامادو ساماسا على موقع قاعدة بيانات كرة القدم.إي يو (الإنجليزية)
- مامادو ساماسا على موقع ليكيب (الفرنسية)
- مامادو ساماسا على موقع ناشيونال فوتبول تيمز (الإنجليزية)
- مامادو ساماسا على موقع Soccerway.com (الإنجليزية)
- مامادو ساماسا على موقع كووورة
- مامادو ساماسا على موقع AS.com (الإسبانية)